# Jerry Mbakogu
Jerry Uche Mbakogu (* 1. Oktober 1992 in Lagos) ist ein nigerianischer Fußballspieler.

## Karriere
Mbakogu wurde in Lagos geboren, zog jedoch in jungen Jahren nach Italien. 2002, mit neun Jahren, begann er seine fußballerische  Laufbahn bei der Jugendmannschaft Calcio Padova. Er entwickelte sich rasch und wurde 2009 an US Palermo verliehen. Am 28. August 2010 debütierte Mbakogu im 1:1 zwischen Calcio Padova und FC Crotone. Drei Tage später wurde Mbakogu an die SS Juve Stabia verliehen. Dort spielte er drei Jahre, in denen er 68 Spiele bestritt und 13 Tore erzielte. Am 2. September 2013 lieh Calcio Padova Mbakogu an Carpi FC aus. Mit seinen sieben Treffern in 27 Partien verhalf er Carpi dazu, die Saison auf dem 12. Platz zu beenden und damit die höchste Platzierung der Vereinsgeschichte zu erreichen. Am 23. Juli 2014 verpflichtete Carpi FC Mbakogu und dieser unterschrieb einen Vertrag bis 2019. Mitte 2016 wurde er bis Ende des Jahres an Krylja Sowetow Samara ausgeliehen. Im August 2018 verließ er Carpi und war fortan bis Januar 2019 vereinslos, als er sich seinem ehemaligen Verein Calcio Padova anschloss. Dort verbrachte er nur wenige Monate, ehe er im September zum NK Osijek wechselte. Kroatien verließ er im Sommer 2020 und war bis Anfang 2021 vereinslos. Ende Januar nahm Cosenza Calcio den Nigerianer bis Saisonende unter Vertrag. Im Februar 2022 schloss sich der Spieler Apollon Smyrnis an.